# كورت هان (مخرج)
كورت هان (بالإنجليزية: Curt Hahn)‏ هو مخرج أمريكي، ولد في 21 أبريل 1949.